# Otodus angustidens
Otodus angustidens (Agassiz, 1843) è una specie di squalo estinta del genere Otodus, che visse tra l'Oligocene e il Miocene (ca. 33-22 Ma). La specie è strettamente collegata a Otodus megalodon.

## Descrizione

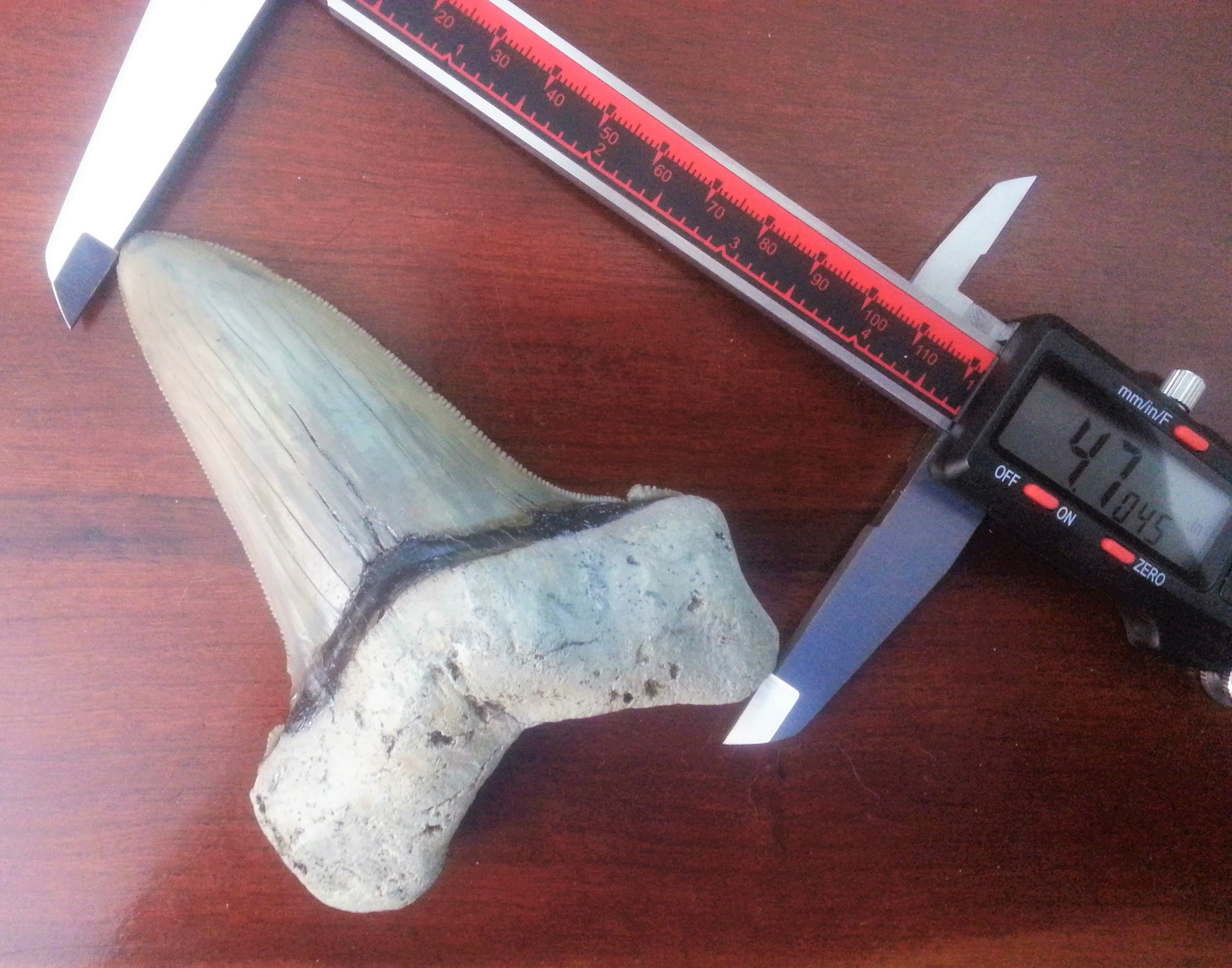
Dente di O. angustidens

I fossili di O. angustidens indicano che la specie fosse considerevolmente più grande del grande squalo bianco, Carcharodon carcharias. L'esemplare meglio conservato di questa specie è stato trovato in Nuova Zelanda e vi sono associati 165 denti e 35 vertebre, con una lunghezza stimata di 9,3 metri. Questo esemplare aveva denti che misuravano fino a 9,87 cm in lunghezza diagonale e vertebre di circa 1,10 cm di diametro. Sono state fatte segnalazioni di fossili di O. angustidens più grandi.

## Distribuzione
Si suppone che questo squalo abitasse principalmente gli oceani Pacifico e Atlantico e preferisse le acque miti e calde. I fossili della specie sono stati ritrovati in tutti i continenti.

## Biologia
Nella sua epoca era uno dei tanti predatori in cima all'ecosistema e si nutriva probabilmente di delfini, pinguini, balene e altri pesci preistorici. Un giacimento di fossili nella Carolina del Sud suggerisce che O. angustidens utilizzasse l'area come nursery per i propri cuccioli, poiché l'89% dei denti trovati nell'area apparteneva a giovani, il 3% a neonati e l'8% ad adulti.

## Classificazione
La classificazione di questa specie è contestata. In origine la specie era stata identificata da Louis Agassiz come Carcharodon angustidens. In seguito la specie fu spostata al genere Carcharocles. Nel 2001 la scoperta di un esemplare da parte degli scienziati Michael D. Gottfried e Ewan Fordyce è stata presentata come prova di stretti legami morfologici con il grande squalo bianco attualmente esistente. Il team ha sostenuto che Carcharocles angustidens, insieme a tutti agli altri squali correlati, incluso Carcharocles megalodon, dovrebbero essere assegnati al genere Carcharodon come è stato fatto prima da Louis Agassiz. Attualmente alcuni studi classificano la specie come Otodus (Carcharocles) angustidens, cioè appartenente al sottogenere Carcharocles del genere Otodus.